# Saessolsheim
Saessolsheim település Franciaországban, Bas-Rhin megyében. Lakosainak száma 602 fő (2022. január 1.). Saessolsheim Duntzenheim, Friedolsheim, Ingenheim, Landersheim, Littenheim és Rohr községekkel határos.

## Népesség
A település népessége az elmúlt években az alábbi módon változott:
| Lakosok száma | 546  | 556  | 571  | 570  | 574  | 586  | 597  | 599  | 602  |
|               | 2013 | 2015 | 2016 | 2017 | 2018 | 2019 | 2020 | 2021 | 2022 |